# Løkken Verk
Løkken Verk ist ein Ort in der Gemeinde Orkland im mittelnorwegischen Verwaltungsbezirk Trøndelag eine Autostunde von Trondheim entfernt. Der Ort hat 1293 Einwohner (Stand: 1. Januar 2024).

## Name
Ein Bauernhof Løkken, welcher sich hier befand, und ein am Ort befindliches Bergwerk haben Løkken Verk seinen Namen gegeben.

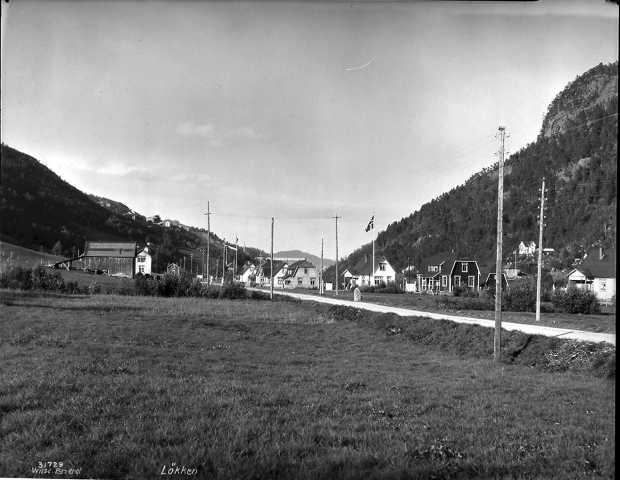
Thamshavnbanen in Løkken

## Geschichte
Von 1654 bis 1987 wurde hier Bergbau betrieben. Bis 1845 wurde Kupfererz abgebaut, geröstet und geschmolzen. 1851 wurde die Produktion auf Kupferkies umgestellt. Dieser wurde als Rohstoff für die Schwefelsäureherstellung exportiert.
Der Abbau war zwischen 1853 und 1891 unterbrochen. In den Jahren 1931 bis 1962 wurde dann im Schmelzwerk Thamshavn Schwefel und Kupfer nach dem „Orkla-Prozess“ produziert. Thamshavn am Orkdalsfjord liegt 25 km von Løkken Verk entfernt. Seit 1910 sind sie durch die Thamshavnbanen (Thams-Hafenbahn) miteinander verbunden. Mit der Thamshavnbane wurde der Kupferkies zum Hafen transportiert und dann weiter zum Schmelzwerk. Heute ist diese Bahn Museumseisenbahn.
Von 1904 an wurde das Bergwerk unter dem Namen „Orkla Grube-Aktiebolag“ betrieben. Die Aktiengesellschaft entwickelte sich später zu dem großen Industriekonzern Orkla ASA.

## Persönlichkeiten
- Arthur Tokle (1922–2005), US-amerikanischer Skispringer
- Kenneth Kapstad (* 1979), Schlagzeuger

## Sehenswertes

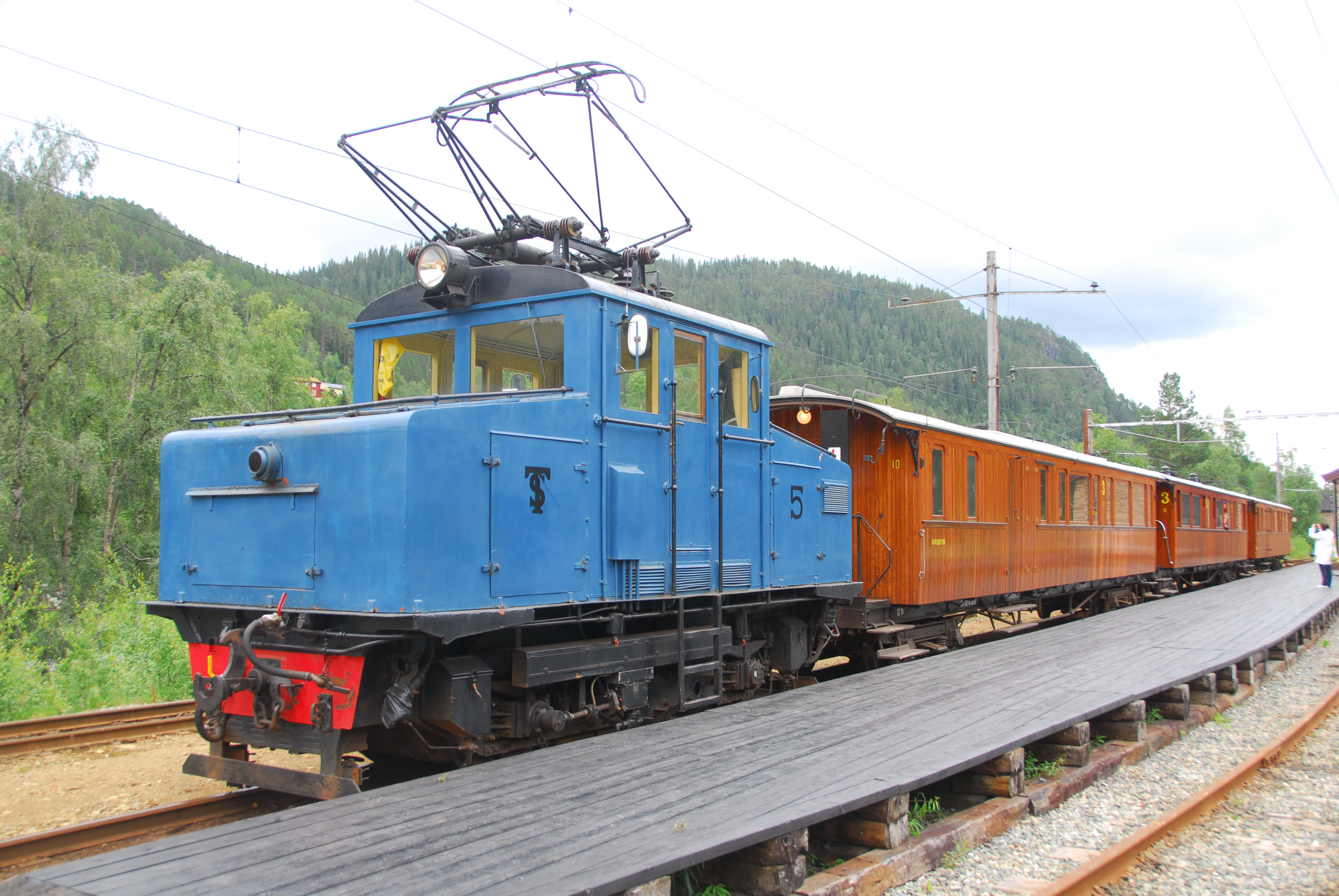
Lokomotive nr. 5 – Løkken Station

Heute ist das Bergwerk Museum und die alte Grube auch Konzert- und Theatersaal. Das Orkla Industriemuseum organisiert die Besichtigung der Grube, den Betrieb der Museumsbahn und vermittelt Wissenswertes aus der älteren und neueren Geschichte.